# Рудой, Евгений Владимирович
Евгений Владимирович Рудой (род. 14 февраля 1980) — российский экономист,  ректор НГАУ (с 2020 года), член-корреспондент РАН (2019).

## Биография
Родился 14 февраля 1980 года.
В 2002 году окончил Новосибирский государственный аграрный университет.
В 2005—2009 гг. — аспирант, научный сотрудник, заведующий сектором «Экономика региональных АПК и агропродовольственных рынков» Сибирского научно-исследовательского института экономики сельского хозяйства.
С 2006 года работает в Новосибирском государственном аграрном университете, заведующий кафедрой экономической теории (2006—2013), заведующий кафедрой экономической теории и мировой экономики (2013—2016), заведующий кафедрой экономики Новосибирского государственного аграрного университета (с 2016 года по наст. вр.)., проректор по научной работе (2013—2020), врио ректора (с февраля 2020 года), ректор (с октября 2020 года по наст. вр).
В 2019 году избран членом-корреспондентом РАН.

## Научная деятельность
Специалист в области экономики сельского хозяйства.
Основные направления исследований:
- развитие методологии исследования агропродовольственного рынка и межрегиональных продовольственных связей регионов Сибири;
- совершенствование организационно-экономического механизма регулирования агропродовольственного рынка;
- устойчивое развитие сельских территорий Сибири;
- прогнозирование научно-технологического развития агропромышленного комплекса.

Автор более 130 научных работ.
Член объединенного ученого совета по сельскохозяйственным наукам СО РАН, член Президиума СО РАН, член ученого совета НГАУ, член объединенного диссертационного совета (экономические науки) при НГАУ.